# 東経53度線
東経53度線（とうけい53どせん）は、本初子午線面から東へ53度の角度を成す経線である。北極点から北極海、ヨーロッパ、アジア、インド洋、南極海、南極大陸を通過して南極点までを結ぶ。東経53度線は、西経127度線と共に大円を形成する。

## 通過する地域一覧
東経53度線は、北極点から南極点まで南に向かって以下の場所を通っている。
| 地理座標                                             | 国土・領土・領海 | 備考                                                  |
| ---------------------------------------------------- | ---------------- | ----------------------------------------------------- |
| 北緯90度0分 東経53度0分 / 北緯90.000度 東経53.000度  | 北極海           |                                                       |
| 北緯80度23分 東経53度0分 / 北緯80.383度 東経53.000度 | ロシア           | グケラ島（英語版）（ゼムリャフランツァヨシファ）      |
| 北緯80度8分 東経53度0分 / 北緯80.133度 東経53.000度  | バレンツ海       |                                                       |
| 北緯72度53分 東経53度0分 / 北緯72.883度 東経53.000度 | ロシア           | ユージヌィ島、Mezhdusharsky島（ノヴァヤゼムリャ）     |
| 北緯71度0分 東経53度0分 / 北緯71.000度 東経53.000度  | バレンツ海       | ペチョラ海（英語版）                                  |
| 北緯68度47分 東経53度0分 / 北緯68.783度 東経53.000度 | ロシア           |                                                       |
| 北緯51度29分 東経53度0分 / 北緯51.483度 東経53.000度 | カザフスタン     |                                                       |
| 北緯42度7分 東経53度0分 / 北緯42.117度 東経53.000度  | トルクメニスタン | カラ・ボガス・ゴル湾を通過                            |
| 北緯40度0分 東経53度0分 / 北緯40.000度 東経53.000度  | カスピ海         | クラスノボトスク湾（英語版）                          |
| 北緯39度49分 東経53度0分 / 北緯39.817度 東経53.000度 | トルクメニスタン | 島                                                    |
| 北緯39度47分 東経53度0分 / 北緯39.783度 東経53.000度 | カスピ海         | Ogurja Ada島（ トルクメニスタン）のすぐ西を通過       |
| 北緯36度47分 東経53度0分 / 北緯36.783度 東経53.000度 | イラン           |                                                       |
| 北緯27度7分 東経53度0分 / 北緯27.117度 東経53.000度  | ペルシャ湾       |                                                       |
| 北緯24度8分 東経53度0分 / 北緯24.133度 東経53.000度  | アラブ首長国連邦 | アブダビ首長国                                        |
| 北緯22度53分 東経53度0分 / 北緯22.883度 東経53.000度 | サウジアラビア   |                                                       |
| 北緯19度20分 東経53度0分 / 北緯19.333度 東経53.000度 | オマーン         |                                                       |
| 北緯16度53分 東経53度0分 / 北緯16.883度 東経53.000度 | イエメン         |                                                       |
| 北緯16度37分 東経53度0分 / 北緯16.617度 東経53.000度 | インド洋         | アデン湾                                              |
| 北緯12度10分 東経53度0分 / 北緯12.167度 東経53.000度 | イエメン         | Samhah島（ソコトラ群島）                              |
| 北緯12度9分 東経53度0分 / 北緯12.150度 東経53.000度  | インド洋         | アミラント諸島（英語版）（ セーシェル）を通過         |
| 南緯60度0分 東経53度0分 / 南緯60.000度 東経53.000度  | 南極海           |                                                       |
| 南緯65度56分 東経53度0分 / 南緯65.933度 東経53.000度 | 南極大陸         | オーストラリア南極領土（ オーストラリアが領有権主張） |